# Crnač
Crnač är en ort i Bosnien och Hercegovina.   Den ligger i entiteten Federationen Bosnien och Hercegovina, i den centrala delen av landet, 40 km nordväst om huvudstaden Sarajevo. Crnač ligger 608 meter över havet och antalet invånare är 421.
Terrängen runt Crnač är kuperad. Runt Crnač är det ganska tätbefolkat, med 93 invånare per kvadratkilometer.. Närmaste större samhälle är Zenica, 19,1 km väster om Crnač. 
Omgivningarna runt Crnač är en mosaik av jordbruksmark och naturlig växtlighet.